# Намор
Намор (енгл. Namor) или Подморничар Намор (енгл. Namor the Sub-Mariner) је суперхерој створен у издавачкој кући Марвел комикс. Намор је престолонаследник фиктивне Атлантиде и њен најславнији суперхерој.
Намор је имао свој деби на страницама Marvel Comics, првог стрип магазина који је објављен од стране издавачке куће Марвел Комикс. Стрип у којем се Намор први пут појавио (Marvel Comics #1) је објављен у октобру 1939. године, на почетку Златног доба стрипа.
Током овог периода Намор је био један од три главна суперхероја за Марвел (тада знан као Тајмли комикс) са Капетаном Америком и оригиналном Људском Бакљом.
Када је дебитовао, Намор је имао улогу антихероја и стално је улазио у конфликт са америчком војском и морнарицом. Ово се све променило када је у току Другог светског рата, изашао број у којем се Намор борио на страни Америке против нацистичких снага.
Од тада је Намор имао улогу антихероја за Марвел и улазио је у конфликт са Осветницима, Фантастичном Четворком, и  Икс Менима, а привремено је и био члан Илуминатија.
2006. године, Намор се појавио као карактер у анимираној серији Фантастична Четоврка: Највећи светски хероји, где му је глас позајмио Мајкл Адамтвејт.
На српском језику, Намор се појављује у књизи Грађански рат у издању стрипарнице Дарквуд, и у књигама Осветници, Фантастична Четворка, Капетан Америка: Зимски Војник, и Смрт Капетана Америке у издању књижаре Чаробна Књига.

## Историја

### Креација карактера
Намор је креиран од стране стрипског писца/уметника Била Еверета за компанију Funnies Inc. Карактер би се појавио у црно-белом стрипу од осам страна, који би се бесплатно давао у биоскопима, али овај стрип никад није креиран.
Намор је имао свој деби у страницама Marvel Comics #1 издавачке куће Тајмли која је касније постала Марвел. Концепт од осам страница креиран за Funnies Inc. је проширен на дванаест страница, и на последњи кадар осме странице (сад искоришћен за крај приче) је додат текст на којем је писало "Настављено следеће недеље".
Бил је наводно креирао карактера када је чуо да је уметник Карл Бургос креирао карактера који може манипулисати ватром (Марвелова прва Људска Бакља), па је Бил пожелео да се поигра са концептом "ватре и воде" при креирању карактера.
При креирању Намора, Еверет је био инспирисан Песмом о старом морнару (енгл. Rime of the Old Mariner). Као инспирацију за карактера, Еверет је такође набројао и морнарске приче Џека Лондона и експедицију на Јужни Пол адмирала Ричарда Берда. Име Намор је настало исписивањем племићких имена. Еверет је сматрао да је реч римљанин (енгл. Roman) исписана уназад звучала најбоље. Ова чињеница је потврђена на страницама Giant Size Marvel Stars, који је био објављен 1974. године.
На првој страници Наморовог дела стрипа, Намор је описан као: "ултра-човек из дубина [који] живи на сувом и у мору, лети небесима [и] поседује снагу хиљаде мушкараца."
У свом првом појављивању, Намор убија двојицу америчких ронилаца, а затим потапа морнарички брод и отима авион.

### Златно доба стрипа (1939−1961)
У својим првим појављивањима, Намор је био непријатељ Сједињених Америчких Држава, и у својим стриповима је убијао рониоце, полицајце, и морнаре, и потапао бродове, уништавао аутомобиле, и рушио солитере. У стрипу Marvel Mystery Comics #8, Намор је имао свој први сусрет са Људском Бакљом, у којем је Намор био зликовац. Ова борба (која је трајала од Marvel Mystery Comics #8 до Marvel Mystery Comics #10) је касније препричана у стрипу "Чудесни" (енгл. Marvels) писца Курта Бјусика и уметника Алекса Роса.
Када је Америка почела да се бори на страни Савезника у Другом св. рату, Намор је постао суперхерој, и борио се против Адолфа Хитлера и снага Сила Осовина. На насловној страни првог броја свог соло стрип-магазина, Намор је нацртан како потапа нацистички ратни брод.
Наморов соло стрип-магазин (назван просто Sub-Mariner Comics) је био објављиван у периоду од 1941. године до 1949. године. Овај стрип је у почетку био недељни магазин, затим је био објављиван три пута недељно, а затим два пута недељно пре свог отказивања у јуну 1949. године. После свог првог сусрета са суперхеројем Људском Бакљом, Намор се често удруживао са њим (и касније са Капетаном Америком и другим Марвеловим јунацима) да се бори против Хитлера и других фашистичких генерала. Овај тим је касније прозван Нападачи (енгл. Invaders).
Након завршетка Другог св. рата, читаоци су престали да се интересују у суперхероје, па је Намор, као и многи други хероји, био заборављен. Средином педесетих година прошлог века, Намор је био обновљен за нову генерацију читалаца, и његов соло стрип је добио још 10 нових бројева.
Телевизијски прогам у којем би Намор био главни лик је био планиран, али никад није био креиран. Карактер Намора је остао заборављен у историји стрипа све до 1962. године.

### Сребрно доба стрипа (1962−1967)
Након што је провео педесете године двадесетог века заборављен од стране публике, Намор се поново појавио на страницама тада новонастале Фантастичне Четворке. Тајмли Комикс је до 1962. године променио име у Атлас Комикс, а затим у Марвел Комикс. Писац и уредник Стен Ли и уметник Џек Кирби су, по налогу Мартина Гудмана, креирали тим који би био паралела Лиге Правде Америке, супарничке компаније Ди-Си.
Један од чланова овог новог тима, је био Џони Сторм, други по реду суперхерој који је себе називао Људска Бакља. У стрипу Fantastic Four #4 (назван "Долазак Подморничара"), након велике свађе унутар тима, Џони Сторм налеће на Намора који је постао бескућник са амнезијом у Менхетну. Џони помаже Намору да се присети свог старог живота, и Намор се враћа у своје подводно краљевство. Ово краљевство које је било присутно још од Наморовог првог појављивања, коначно добија и име - Атлантида. Намор наилази на Атлантиду која је разорена због тестирања нуклеарних бомби. Због овога се Намор разбесни и поново постаје псеудо-зликовац/ антихерој унутар Марвелових стрипова.
Намор у овом временском периоду постаје карактер мотивисан најпре жељом за осветом и потрагом за идентитетом (и својим изгубљеним краљевством). Током сребрног доба Намор је истовремено имао улогу хероја и зликовца, био је јако арогантан и жељан освете, али је показивао поштовање према својим непријатељима.
Шездесете су удружиле Намора са многим зликовцима тог доба, укључујући Доктора Дума, и Магнета. Наморово прво појављивање у Fantastic Four #4 је такође започело његов љубавни троугао са Невидљивом Женом и Господином Фантастиком, члановима Фантастичне Четворке.
Намор је био велики хит код Марвелових фанова, али због проблема са лиценцом није могао да има сопствени стрип-магазин све до 1968. године. Намор је због тога имао велики број гостујућих улога у другим стриповима као што су Осветници, Дердевил, и највише Фантастична Четворка. Намор је од августа 1965. године, делио стрип-магазин Tales to Astonish (енгл. Запањујуће приче) са Невероватним Хулком. Први годишњак Фантастичне Четворке (Fantastic Four Annual #1, јул 1963) сукобљава Фантастичну Четворку са Намором и армијом Атлантиђанина.
У овом временском периоду, Намор почиње да говори у шекспировском начину говора и започиње да користи своју крилатицу "Империус Рекс!"

### Бронзано доба стрипа (1968−1987)
Када су проблеми настали због лиценцирања коначно истекли 1968. године, Намор је напустио странице Tales to Astonish и поново добио свој сопствени соло-магазин. Овај магазин је био просто назван Подморничар и трајао је у периоду од 1968. године до 1974. године.
Овај стрип је развио карактер Намора и проширио свет у којем се он налазио. Такође, овај стрип је увео нове карактере Тигра Ајкуле (креираног од стране Роја Томаса и Џона Бјусеме), Раже (креираног од стране Томаса и Била Еверета), Наморите (креиране од стране Била Еверета), и поновног увођења Наморе, која је била део Наморових стрипова још од Златног доба.
Каснији бројеви овог серијала су написани од стране Наморовог креатора Била Еверета, неколико година пре његове смрти. Последњи број овог серијала (написан од стране Стива Скејтса) је садржао у себи незваничан "крос-овер" са Ди-Си суперјунаком Акваменом. Споредна прича названа "Приче о Атлантиди" је штампана у бројевима #62-66, написана од стране Стива Гербера (познатог по креирању Човека-Створа и Патка Хауарда), а илустрована од стране младог Хауарда Чејкина (касније познатог по креирању стрипа American Flagg).
Након што је стрип Подморничар отказан 1974. године, Намор се појављивао као карактер у Марвеловој Supervillain Team-Up књизи, са зликовцем Доктором Думом. Намор је био део овог стрипа првих 12 бројева, да би онда престао да се појављује у њему, од броја 13.
Марвел је објављивао мини-серијал од четири броја назван Принц Намор, Подморничар, у периоду од септембра до децембра 1984. године. Овај стрип је написан од стране Џ.М. ДеМатејаса, нацртан од стране Боба Будианског, и туширан од стране Денија Буландија.
Током бронзаног доба, Наморова жена, Леди Дорма бива убијена, и због тога Намор абдицира.

### Модерно доба стрипа (1988−)
У периоду од новембра 1988. године до октобра 1989. године, Марвел је објављивао макси-серијал од 12 бројева под називом Сага о Подморничару. Овај серијал се фокусирао на Наморову прошлост и као циљ је имао да поправи било које грешке у континуитету које су биле креиране у историји карактера. Након што се овај серијал завршио, Намор је поново добио соло-магазин под називом Намор, Подморничар и који је трајао у периоду од априла 1990. године до маја 1995. године. На серијалу је у почетку радио писац/уметник Џон Берн. За разлику од прошлих серијала наслов овог серијала се више фокусирао на име Намор, него на алтер-его Подморничара. На серијалу су поред Берна радили и Џеј Ли, будући главни уредник Марвела Боб Харас, Глен Хардинг, и Џеф Ишервуд.
Овај серијал је пратио Намора као шефа компаније Oracle Inc. која је задужена за смањење загађења у океанима. Серијал је такође поставио основу за повратак суперхероја Гвоздене Песнице, након што је наводно убијен.
Док се ДеМатејасов мини-серијал фокусирао на Намора као индивидуалног соло хероја, Бернов серијал је садржао велики број споредних карактера који су помагали Намору у његовим авантурама.
Нови мини-серијал од 12 бројева под називом Намор, је лансиран у периоду од јуна 2003. године до маја 2004. године. Овај мини-серијал је пратио Наморову младост и његову везу са Американком у раном двадесетом веку.
Шестоделни мини-серијал Подморничар (објављиван у периоду од августа 2007. године до јануара 2008. године) је пратио Наморов живот након догађаја Грађанског рата, у којем је Намор стао на страну Капетана Америке. У овом мини-серијалу је уведен карактер Камар, Наморов син, али је он до краја серијала убијен због завере против Намора. Током овог серијала је по други пут уништена Атлантида, овог пута од стране зликовца Нитра.
Намор је поново добио свој соло серијал, почевши од 2010. године, али је он отказан после мање од годину дана (на једанаестом броју серијала).
Поред Нападача, Намор је био члан Заштитника, са Доктором Стрејнџом, Сребрним Летачем, и невероватним Хулком.
Нови серијал Заштитника је започет 2012. године, по први пут од седамдесетих, али је он отказан после годину дана (на дванаестом броју серијала).
Намор је постао један од главних карактера у стрипу Нови Осветници, који је трајао у периоду од 2013. године до 2015. године.
У фебруару 2020. године, Намор је имао гостујућу улогу у стрипу Бесмртни Хулк, писца Ала Јуинга и уметника Џоа Бенета. Овде се Намор претварао да је кувар у рибљем ресторану, да би могао да поприча са доктором Брусом Банером (Хулк). Ова гостујућа улога је наговестила поновно окупљање Заштитника, касније у серијалу.

## Фикционална историја карактера

### Наморово рођење и родитељи
Капетан Ленард Мекензи био је амерички истраживач који је двадесетих година прошлог века започео потрагу за Шлемом Моћи (у каснијем континуитету познат и као Змијска Круна) на Антарктику. Током ове потраге Мекензијев брод Оракл (енгл. Пророчиште) се заглавило у леду. У нади да избави свој брод из леда, Мекензи је динамитом пробио ледене санте, и тиме, грешком оштетио део подводног града, Атлантиде. Тадашњи владар Атлантиде, Цар Та-Корр, је послао своју ћерку и војску Атлантиђанина да открију узрок ове штете. Та-Коррова ћерка Принцеза Фен, није желела никог да повреди па је сама изашла из воде да се суочи са узроком штете. Принцеза Фен је допсела до површине и била ухваћена од стране Мекензијеве посаде. Док је била заробљена на броду, Принцеза Фен и Ленард Мекензи су се заљубили и били су венчани од стране бродског капелана. Пар недеља касније, разбеснели Та-Корр је послао војску да поврати његову ћерку. Атлантска војска је напала бродску посаду и убили сваког од њих, укључујући и Ленарда. Принцеза Фен је враћена у Атлантиду где се родио први хибрид човека и Атлантиђанина - Принц Намор, Подморничар.
"Рођен сам као Намор, "Осветнички син". Креација два света...осуђен да не припадам ниједном."  - Намор (Сага о Подморничару)

### Наморова младост и Други светски рат
Намор је провео већи део свог детињства у подводном царству. У једном тренутку, када је Намор био дете, Атлантиђани су имали сеобу и креирали себи ново царство близу Вашингтона. Док је проводио своје време овде, Намор се спријатељио са људском девојчицом под именом Сенди Пирс. Сенди је била кћерка милионера и власника више нафтних платформи, Хенрија Пирса. Током овог периода, Намор ће се упознати са својом рођаком Наморитом, која је названа по њему.
Пар година касније, Намор и Сенди су се поново нашли и започели су романтичну везу. Љубоморан на Намора, и у нади да ће окаљати његово име пред Атлантиђанима, Наморов рођак Бимер је напао Сенди, а затим уништио нафтну платформу Сендиног оца и тиме отровао океан. Атлантиђани су одлучили да се иселе из вода Вашингтона у југ Тихог океана. Сенди је обећала Намору да ће поћи са њима, али то никада није учинила.
Пошто је већи део свог детињства провео међу Атлантиђанима, Намор никада није имао контакт са људима, па је из тог разлога замрзео све људе. На више наврата, Намор је излазио из океана и нападао Америку и њене становнике. Током једног од ових напада, Намор се сусрео и борио са Џимом Хамондом (првом Људском Бакљом). Намор и Људска Бакља су више пута долазили у сукоб пре почетка Другог светског рата.
Намор је био неутралан током Другог светског рата, док нацисти нису напали Атлантиду (касније је откривено да су нацисти напали Атлантиду по налогу Атлантиђанина под именом Мерано). Намор се после тог напада придружио Капетану Америци у борби против Хитлера. У току рата је креиран суперхеројски тим Нападачи (чији су чланови били Намор, Људска Бакља, Торо, Капетан Америка, и Баки) Након завршетка Другог светског рата, Намор се вратио у своје подводно царство.
Једног дана, нагли земљотреси су почели да избијају и да уништавају Атлантиду. Наморов деда Цар Та-Корр шаље Намора да пронађе извор ових земљотреса и да их заустави. Намор је пронашао извор земљотреса у пећини на Антарктику. Извор ових земљотреса је био зликовац Дестини (енгл. Судбина) који се дочепао Шлема Моћи. Користећи своје менталне моћи Дестини је држао Намора заточеног, и на његове очи уништио Атлантиду. Дестини је затим обрисао Намору памћење и послао га за Њујорк, где је Намор лутао као бескућник годинама.

### Намор у модерном свету
Након велике свађе у тиму, најмлађи члан тима, суперхерој под именом Џони Сторм (други јунак који се борио против криминала под псеудонимом Људске Бакље), одлази у Менхент, где у гомили бескућника, Џони налеће на познато лице. Он одлучује да скрати овом бескућнику браду и косу, и схвата једну ствар - овај бескућник је у ствари суперхерој Намор.
Након што је Џони схватио да Намор има амнезију и да не може да се сети свог старог живота, он узима Намора у своје руке и баца га у воду са њујоршке луке. Наморово сећање се нагло враћа и он одлази да коначно види свој дом, Атлантиду. Али после Дестинијевих напада, од Атлантиде остају само рушевине. Бесан, Намор окривљује људе да су уништили Атлантиду и напада Њујорк. Намор користи свој Протејев Рог и призива џиновско китовско чудовиште које се зове Гиганто, а затим проглашава рат над људима на површини. Наморов први напад на површински свет не успева, али Намор покушава поново, након што успева да пронађе нову Атлантиду и преживеле Атлантиђане.
Од тада, Намор проводи своје време између површинског света и Атлантиде, на граници добра и зла, борећи се против најбољих светских хероја, и најзлобнијих светских зликоваца.

## Наморове моћи и способности
У свом првом стрипу (Marvel Mystery Comics #1), Намор је поседовао снагу хиљаду мушкараца, имао је способност лета (захваљујући малим крилима на његовим чланцима), могао је да дише под водом и да плива невероватно великом брзином, имао је невероватно чврсту кожу (коју ни меци не могу да пробију), способност побољшаног вида, и поседовао је способност да излучује воду из својих пора и тиме да гаси ватре.
Од првог појављивања, већина његових моћи су остале непромењене.
Када је серијал Подморничар обновљен 1954. године, Намор је изгубио способност лета, и на његовим чланцима више није било крила. Ова грешка је исправљена у тридесет и осмом броју серијала, који је написао Бил Еверет (Sub-Mariner Comics #38, 1955). Еверет је такође написао споредну причу у којој је описао појављивање крила на Наморовим ногама, када је он имао четрнаест година.
Када је био оживљен током шездесетих од стране Џека Кирбија и Стен Лија, Намор је имао способност копирања моћи подводног света (Намор је у једном тренутку избацивао муње као јегуља), али је од тада, ово промењено, и Намор не поседује више такве моћи. Сценариста и уредник Рој Томас је то објаснио као рану (али разумљиву) грешку од стране Кирбија и Лија, у уредничкој колумни магазина Marvel Tales #9 (Јул, 1967) где је поново штампана борба између Намора и Људске Бакље.
Намор је један од најјачих Атлантиђана у Марвеловом универзуму и на свом врхунцу је био једнак у борбама против Ајрон-мена, Хулка, и Тора. Наморова снага зависи од његовог контакта са водом, али Намор може да живи и без ње, мада што је дуже без воде, његова физичка снага се смањује. У једном тренутку, Намор је без муке избацио прекоокеански брод из воде. Због своје хибридне природе, Намор поседује надљудску издржљивост и регенерацију.
Намор поседује психичку везу са подводним животом и може да командује рибама, делфинима, китовима, раковима, и другим животињама. Намор такође може телепатски да комуницира са свим Атланђанима.
Док је био члан Илуминатија, Намору је био поверен Временски Камен, камен који омогуђава кориснику да путује кроз време, и да повећава или смањује нечији број година. Након што су камени бесконачности украдени од зликовца Капуљаче, Намору је поверено да чува Камен Моћи.
У новијим стриповима Намор поседује способност да телепатски контролише воду (слично Спајдерменовом зликовцу Хидро мену).
Намор поседује Нептунов Трозубац, оружје које му омогућава да командује над морским животом, да призива муње и громове, контролише океане света, и да претвара људе у сирене. Овај трозубац је сачињен од неуништивог метала, који може да издржи ударце од Торовог Мјолнира.
Намор такође поседује Протејев Рог који може призвати џиновско чудовиште - Гиганта.

## Непријатељи
Листа најбитнијих суперзликоваца који су се током година супротстављали Намору:
- Атума - Вођа Атлантских варвара, који је напао Атлантиду у нади да постане њен нови владар. У току догађаја "Исконски страх", Атума је постао Неркод: Уништавач океана користећи један од Чекића Вредних.[36]
- Бира - Наморов ривал и пријатељ из детињства, Бира је био члан краљевске породице Атлантиде, али је изгубио шансу да дође на престо због Намора. Бира се више пута удружио са Наморовим непријатељима у нади да ће добити шансу да се попне на трон.[37]
- Војсковођа Кранг - Бивши генерал војске Атлантиде, Кранг је покушао да отме престо од Намора и тиме постао непријатељ Атлантиде.[38]Слика зликовачког тима Дубинска Шестица нацртана од стране уметника Ерика Ларсена за стрип Defenders #7. Чланови тима су (у смеру казаљке на сату) Нагала, Тигар Ајкула, Пирана, Орка, Морски Јеж, и Атума.
- Дубинска шестица (Deep Six) - тим суперзликоваца којег је креирао Атума у периоду када је био владар Атлантиде. Чланови овог тима су Тигар Ајкула, Морски јеж, Орка, Пирана и Нагала.[39]
- Доктор Дум - Наморов непријатељ и повремени саборац. Доктор Дум и Намор су често улазили у договоре, када је то одговарало обојици, али су често улазили у конфликте због разлике у интересима.[40]
- Доктор Доркас - зли научник који је заслужан за креирање многих Наморових непријатеља, укључујући Тигар Ајкулу, Пирану и Орку.[41]
- Картон Испитивач - бивши слуга Лемуријанском зликовцу Наги у његовој потрази за Змијском круном. Картон је касније убио Нагу и постао нови владар Лемурије.[42]
- Лира - полу-лемуријанка, полу-мутант која је покушала да отме трон од Картона и тиме дошла у конфликт са Намором.[43]
- Луткар - непријатељ Фантастичне Четворке, који је често користио своју глину да супротстави Намора и Фантастичну Четворку.[44]
- Магнето - вођа Братства злих мутаната, Магнето је био Наморов саборац у борби против човечанства. Иако се њихови интереси често разликују, Намор има велико поштовање према Магнету.[45]
- Нага - бивши вођа Лемурије и носилац Змијске круне. Убијен од стране његовог слуге, Картона.[46]
- Орка - Атлантиђанин који је уз помоћ Доктора Доркаса повећао своју снагу и издржљивост и супротставио се Намору. Често ради као слуга других Наморових непријатеља.[47]
- Пирана - Риба мутирана у људски облик од стране Доктора Доркаса.[48]
- Тигар Ајкула - Наморов највећи непријатељ, олимпијски пливач трансформисан од стране Доктора Доркаса. У тренуцима Наморов пријатељ, али најчешће његов супарник.[49]
- Тирак - Слуга у служби Атуме, и један од најснажнијих Атлантиђана.[50]
- У-мен (Мерано) - Наморов пријатељ из детињства који се удружио са Нацистима у току Другог светског рата.[51]

## Намор у другим медијима

### Телевизија
- Током 1950-тих година прошлог века, телевизијска серија са Намором у главној улози је планирана, али никада није ушла у продукцију. У овој серији глумац Ричард Еганс би тумачио Намора.[52][53]
- Намор је имао сопствени сегмент у анимираној серији The Marvel Superheroes заједно са Капетаном Америком, Хулком, Ајрон меном, и Тором. Намор се појавио у тринаест епизода ове серије, и био је главни јунак тридесет и шест сегмената у периоду од септембра до децембра 1966. године.
- Серијал Фантастична Четворка из 1967. године (креиран од стране компаније Хана-Барбера) је садржао две епизоде у којима су се налазили карактери базирани на Подморничару. Због проблема са лиценцом, Хана-Барбера није могла да искористи карактер Намора, па су креирани карактери "Гама" за епизоду "Demon of the Deep" (епизода је базирана на четвртом стрипу Фантастичне Четворке кад Бакља проналази Намора као бескућника), и "Принц Тритон" за епизоду "Danger in the Depths"[54][55][56]
- У периоду од 1977. године до 1978. године, серија Човек из Атлантиде је емитована на каналу Ен-Би-Си. Карактер човека из Атлантиде је базиран на Намору.
- Подморничар се појавио у епизоди анимиране серије Спајдер-мен из 1981. године. У овој епизоди (названој "The Wrath of the Sub-Mariner"), Подморничар напада Њујорк због високог нивоа загађења у океану које је изазвао Кингпин.[57]
- Намор се појављује у епизоди "7 Little Superheroes" у серији Spider-man and his Amazing Friends, заједно са Капетаном Америком, Шаном, и Доктором Стрејнџом.
- Намор је имао гостујућу улогу у другој анимираној серији Фантастична Четворка, из 1994. године. Глас му је позајмио Џејмс Варвик.[58]
- Намор се појавио у епизоди "To Rule Atlantis" анимиране серије Avengers:United They Stand из 1999. године.
- 2006. године, Намор се појавио у две епизоде анимиране серије Фантастична Четоврка: Највећи светски хероји.
- 2013. године, Намор је био један од карактера у Inhumans покретном стрипу.

### Видео-игре
- Намор је један од карактера које играч може да контролише у Спајдер-мен аркадној игри креиране од стране компаније Сега.
- Намор има гостујућу улогу у видео-игри Капетан Америка и Осветници из 1991. године.
- Намор је један од главних непријатеља у видео-игри Фантастична Четворка из 1997. године.
- Намор има гостујућу улогу у Спајдер-мен видео-игри из 2000. године (базираној на истоименом филму).
- Намор се појављује као NPC (карактер којеег играч не може да контролише) у видео-игри Marvel Ultimate Alliance. Играч може да га контролише у порту игре за Game Boy Advance систем.
- Намор је додат у видео-игру Marvel Strike Force 2019. године.[59]
- Намор је један од карактера које играч може да контролише у видео-игри Marvel: Future Fight.[60]
- Намо је један од карактера које играч може да контролише у МОБА игри Marvel Super War из 2019. године.[61]

### Филм
Године 1999. режисер Филип Кауфман је желео да креира филм базиран на карактеру Намора Подморничара. Кауфман је желео да убаци поруку о глобалном загађењу у филм, али филм никада није креиран.
До средине 2001. године, права на креирање филма о Намору су продата компанији Универзал и развијање филма је започето до краја 2001. године. Током 2002. године, компанија Сабан је започела сарадњу на филму, и снимање је било заказано за 2003. годину. Излазак филма се очекивао средином 2004. године.
Режисер Крис Коламбус је започео сарадњу са Универзалом о режирању Намор филма. Због овога датум објављивања филма је померен за 2007. годину. Коламбус је напустио Универзал 2005. године, и смењен је режисером Џонатаном Мостовом, али ни овај филм никад није креиран.
Дана 22. маја 2014. године, писац за Холивуд Репортер је објавио на свом твитеру да су права на креирање Намор филма, у рукама Марвел студија. Ова чињеница је потврђена од стране Кевина Фајгија у интервјуу са новинарима са веб-сајта IGN. Намор се појавио у филму Црни Пантер: Ваканда заувек (2022), у коме га је глумио Теноч Уерта.